# Бродрик, Алан, 2-й виконт Мидлтон
Алан Бродрик, 2-й виконт Мидлтон (англ. Alan Brodrick, 2st Viscount Midleton; 31 января 1702 — 8 июня 1747) — британский пэр и крупный покровитель крикета, который был одним из авторов первых известных письменных правил этого вида спорта.

## Биография
Родился 31 января 1702 года. Единственный сын Алана Бродрика, 1-го виконта Мидлтона (1656—1728), и его второй жены Люси Кортхоуп (? — 1703), дочери сэра Питера Кортхоупа.
Он получил образование в колледже Клэр Кембриджского университета и был принят в Иннер-Темпл.
Его наследование было неожиданным, поскольку его старший сводный брат Сент-Джон Бродрик (1685—1728) умер всего на несколько месяцев раньше своего отца.
29 августа 1728 года после смерти своего отца Алан Бродрик унаследовал титулы 2-го виконта Мидлтона из Мидлтона в графстве Корк (Пэрство Ирландии) и 2-го барона Бродрика из Мидлтона в графстве Корк (Пэрство Ирландии), став членом Ирландской палаты лордов.
Он занимал должности комиссара таможни в 1727—1730 годах и одного из контролеров счетов британской армии в 1730—1747 годах.

## Личная жизнь
7 мая 1729 года он женился на леди Мэри Капель (? — 12 ноября 1762), дочери Элджернона Капеля, 2-го графа Эссекса/, и леди Мэри Бентинк. У супругов было двое сыновей:
- Джордж Бродрик, 3-й виконт Мидлтон (3 октября 1730 — 22 августа 1765)[1], старший сын и преемник отца.
- Достопочтенный Кортхорп Бродрик (после 1730 — 28 августа 1733).

Виконт Мидлтон скончался 8 июня 1747 года в возрасте 45 лет. Ему наследовал его старший сын Джордж.